# YENレーベル
YENレーベル（エンレーベル、英語: Yen Records）は、YMOの細野晴臣と高橋幸宏がアルファレコード（現：ソニー・ミュージックレーベルズ）社内に設立したレコード・レーベル。1982年から1985年まで活動した。正確な表記は「¥ENレーベル」。

## 概要
細野晴臣がYMO結成時にアルファレコードの村井邦彦社長に「イエロー・マジック・オーケストラが成功したらスタジオとレーベルを作りたい」と希望し、YMOが成功したことから設立された。スタジオは「LDKスタジオ」が作られた。
細野晴臣、高橋幸宏をプロデューサーとして、各自のソロアルバムや、個性的なアーティストである戸川純や立花ハジメ、テストパターンやインテリアといった先鋭的なバンド、世界初のゲームミュージックのサウンドトラックである『ビデオ・ゲーム・ミュージック』など、質の高い作品をリリースし続けた。
活動期間は1982年から1985年と短期間で終了したが、日本の音楽に多大な影響を与え続けている。

## 所属アーティスト
- YMO - 坂本龍一はソロでは参加していない。
  - 細野晴臣
  - 高橋幸宏
- 立花ハジメ
- ゲルニカ
  - 戸川純 - ソロとしても参加。
  - 上野耕路
  - 太田螢一
- 越美晴
- 小池玉緒
- サンディー&ザ・サンセッツ
- シーナ
- インテリア
- イノヤマランド
- テスト・パターン
- スーパー・エキセントリック・シアター
- アポジー&ペリジー - ニッカのCMから生まれた企画ユニット。アポジーが三宅裕司、ペリジーが戸川純。

## ディスコグラフィー
出典

### シングル
- 「三国志メイン・テーマ / 三国志ラヴ・テーマ」(細野晴臣 小池玉緒)
- 「銀輪は唄う / マロニエ読本」(ゲルニカ)
- 「ARE YOU RECEIVING ME? / AND I BELIEVE IN YOU」(高橋幸宏)
- 「君に、胸キュン。/ CHAOS PANIC」(YMO)
- 「一人のエジプト人-SEX SYMBOL STRIKES BACK- / 二人のエジプト人-AB1013」(立花ハジメ)
- 「前兆(まえぶれ) / ANOTHER DOOR」(高橋幸宏)
- 「過激な淑女　/ SEE-THROUGH」(YMO)
- 「鏡の中の十月 / Automne Dans Un Miroir」(小池玉緒)
- 「以心電信 / 希望の河」(YMO)
- 「STICKY MUSIC / THE MIRRORS OF EYES」(サンディー&ザ・サンセッツ)
- 「レーダーマン / 母子受精」(戸川純)
- 「月世界旅行 / 真空キッス」(アポジー&ペリジー)
- 「『四月の魚』テーマソング-POISSON D'AVRIL- / 君にサープライズ!」(高橋幸宏)
- 「REPLICANT J.B.(Remix Edit Version)」(立花ハジメ)
- 「SUPER XEVIOUS / GAPLUS / THE TOWER OF DRUAGA」(細野晴臣)

### アルバム
詳細はアルバム記事や、各アーティスト記事の「ディスコグラフィ」節なども参照。
細野晴臣
- 『フィルハーモニー』
- 『ビデオ・ゲーム・ミュージック』（プロデュース）

高橋幸宏
- 『WHAT, ME WORRY?』
- 『薔薇色の明日』
- 『tIME aND pLACE』
- 『WILD&MOODY』
- 『四月の魚 (サウンドトラック)』

立花ハジメ
- 『H』
- 『Hm〜ハーマイナー』
- 『テッキー君とキップルちゃん Mr. Techie & Miss Kipple』
- 『逢うは別れのハジメなり』- ベスト・アルバム

ゲルニカ
- 『改造への躍動』

戸川純
- 『玉姫様』
- 『裏玉姫』
- 『極東慰安唱歌』

上野耕路
- 『Music For Silent Movies』

太田螢一
- 『太田螢一の人外大魔境』

越美晴
- 『Tutu』
- 『パラレリズム』

サンディー&ザ・サンセッツ
- 『イミグランツ』
- 『Viva Lava Liva 〜祝・再・生〜』

シーナ
- 『いつだってビューティフル』

テスト・パターン
- 『アプレ・ミディ』

スーパー・エキセントリック・シアター
- 『The Art Of Nipponomics』

アポジー&ペリジー
- 『超時空コロダスタン旅行記』

### MEDIUM
「中間音楽」というコンセプトのもとにポップな環境音楽を目指した。
- アルバム『Interior』インテリア（後のインテリアズ）
- 『DANZINDAN-POJIDON』（イノヤマランド）

### 音版ビックリハウス
雑誌『ビックリハウス』から生まれた企画モノ音源。
- 『逆噴射症候群の巻』
  - カセットテープでリリースされたが、収録曲の「飯場の恋の物語」が「銀座の恋の物語」に類似しているとクレームがついたため発売日に回収、この曲を細野晴臣の「夢見る約束」に曲を差し替えて『改訂版』として1982年8月21日に改めてリリースされた。
  - 音版の中に収録された素人芸から、いとうせいこうが独特の話術で『ライブ珍芸・自慢芸』（ニッポン放送）でグランプリを獲得し、のちにタレントとしてデビューした。
- 『ウルトラサイケ・ビックリパーティ』

### オムニバス
- 『WE WISH YOU A MERRY CHRISTMAS』
- 『YEN卒業記念アルバム』
- 『THE VERY BEST OF ¥EN LABEL VOL.1』
- 『YENレコード・ヒストリー』
- 『YEN BOX VOL.1』
- 『YEN BOX VOL.2』